# HD 104304
HD 104304 (также у звезды есть обозначение данное Гулдом — 24 G. Девы) — двойная звезда в зодиакальном созвездии Девы. Звезда имеет видимую звёздную величину +5.54m, и, согласно шкале Бортля, видна невооружённым глазом на засвеченном пригородном небе (англ. Bright suburban sky).
Из измерений параллакса, полученных во время миссии Hipparcos, известно, что звезда удалена примерно на 41,6 св. лет (12,76 пк) от Земли. Звезда наблюдается южнее 80° с. ш., то есть видна практически на всей территории обитаемой Земли, за исключением полярных областей. Лучшее время наблюдения — март.
Само движение HD 104304 показывает, что звезда движется со скоростью нескольких процентов от скорости остальных звёзд относительно Солнца: её радиальная гелиоцентрическая скорость — −0,14 км/с, что составляет 1,4 % скорости местных звёзд Галактического диска, а также это значит, что звезда приближается к Солнцу. Сама звезда движется по небесной сфере на юго-запад.

## Свойства звезды
HD 104304 — это жёлтый субгигант спектрального класса G8IV, что указывает на то, что водород в ядре звезды уже закончился и звезда сошла с главной последовательности, однако «горение» гелия ещё не началось.
Звезда излучает энергию со своей внешней атмосферы при эффективной температуре около 5538 K, что придаёт ей характерный жёлтый цвет звезды спектрального класса G.
Масса звезды равна 0,98 {\displaystyle M_{\bigodot }}. Поскольку звезда находится недалеко, то радиус звезды может быть измерен непосредственно. и, действительно, в 1977 году была предпринята попытка измерить диаметр звезды напрямую. Тогда получилось, что её физический диаметр звезды равен 0,95 {\displaystyle R_{\bigodot }}, что весьма близко к современному значению, которое оценивается в 1,01 {\displaystyle R_{\bigodot }}. Светимость звезды напрямую не померена, но зная радиус звезды и её эффективную температуру, а также используя закон Стефана — Больцмана можно вычислить, что её светимость, будет равна солнечной, отличаясь от неё на два процента 1,02 {\displaystyle L_{\bigodot }}. Возраст HD 104304 8,48 млрд. лет. Звезда вращается со скоростью 4,5 км/с, то есть в 2,25 больше скорости солнечного вращения, что даёт период вращения звезды порядка 11,67
дня.
Звезда имеет поверхностную гравитацию 4,43 СГС или 269,2 м/с2, то есть практически такую же, как на Солнце (274,0 м/с2). Звезды, имеющие планеты, имеют тенденцию иметь большую металличность по сравнению Солнцем и HD 104304 имеет значение металличности в 1,5 раза больше, чем на Солнце: содержание железа в ней относительно водорода составляет 158 % от солнечного значения
В 2007 году было объявлено, что вокруг звезды вращается звезда-кандидат. В 2010 году, два независимых источника объявили об открытии спутника. Таким образом, HD 104304 является двойной звездой: вокруг неё вращается звезда-спутник спектрального класса M4V и массой 0,21 {\displaystyle M_{\bigodot }}. Зная спектральный класс звезды и массу, из теории звёздной эволюции, можно установить, что звезда, скорее всего является красным карликом, чья светимость составляет 0, 55 % солнечной, похожий на звезду Барнарда. Также можно установить, что его радиус равен четверти солнечного, а эффективная температура равна 3100 K, делая его источником инфракрасного излучения.
Орбитальные параметры двойной звездой были определены следующие: орбитальный период 48,5 лет и эксцентриситет равный 0,29. Большая полуось орбиты равна 10,4 а.е. (примерно равна орбите Сатурна): звёзды то сближаются на расстояние 7,384 а.е., то расходятся на расстояние 13,416 а.е.. Наклонение орбиты не очень большое и равно 35. Необходимы дальнейшие измерения, чтобы определить, есть ли у звезды планетарный спутник, но можно исключить наличие других спутников с массой выше 83 MJ, удалённых на расстояние, по крайней мере, 3,9 а.е..

## Ближайшее окружение звезды
Следующие звёздные системы находятся на расстоянии в пределах 20 световых лет от звезды HD 104304 (включены только: самая близкая звезда, самые яркие (<6,5m) и примечательные звёзды). Их спектральные классы приведены на фоне цвета этих классов (эти цвета взяты из названий спектральных типов и не соответствуют наблюдаемым цветам звёзд):
| Звезда        | Спектральный класс | Расстояние, св. лет |
| Luyten 901-10 | M3 V               | 3.83                |
| Гамма Девы    | F0 V               | 10.15               |
| SZ Чаши       | K7V/M2.5Ve         | 10.22               |
| Бета Девы     | F9 V               | 10.64               |
| Альфа Ворона  | F0 IV-V            | 12.82               |
| Бета Льва     | A3 V               | 18.02               |
| HR 4458       | K0 V               | 18.23               |
| 61 Девы       | G6                 | 18.72               |
| Глизе 433     | M2 V               | 18.81               |
| Эта Ворона    | F0 IV              | 19.19               |
| DT Девы       | M1.5e V            | 19.28               |

Рядом со звездой, на расстоянии 20 световых лет, есть ещё порядка 25 красных, оранжевых карликов и жёлтых карликов спектрального класса G, K и M, а также 3 белых карлика, которые в список не попали.